# Ludvig Åberg (golfspelare)
Ludvig Noa Åberg, född 31 oktober 1999 i Eslöv, är en svensk professionell golfspelare som spelar på PGA Tour och Europatouren.
2023
Åberg gjorde debut som professionell i juni 2023 i Canadian Open på PGA-touren, där han slutade på en delad 25:e plats.
Senare under 2023 tog Ludvig Åberg sin första seger på PGA-touren i sin elfte start. Han avslutade RSM Classic på Seaside Course i Georgia med 61 slag (-9) sista ronden. Med 29 under par totalt vann Åberg med fyra slag före tvåan, Mackenzie Hughes från Kanada.
Under sina knappa sex månader som proffs hade Åberg därmed hunnit med att vinna både på DP World Tour (Omega European Masters) och på PGA-touren (RSM Classic) samt delta och vinna i Ryder Cup.
2024
I mars 2024 kom Åberg på åttonde plats i The Players Championship.
Den 14 april 2024 kom Åberg på andra plats med –7 i sin debut i Masters, fyra slag efter Scottie Scheffler efter att ha lett tävlingen vid ett par tillfällen. Prissumman för Åberg blev 23,5 miljoner kronor.
2025
Efter stor dramatik vann Ludvig Åberg signaturtävlingen Genesis Invitational på Torrey Pines. En av de äldsta turneringarna på PGA-touren. Åberg avslutade med fyra birdies sista sex hålen och vann till slut med ett slag före amerikanen Maverick McNealy. Åberg inkasserade därmed fyra miljoner dollar i vinstsumma och avancerade till en fjärde plats på världsrankingen.
I The Masters 2025 var Åberg med bara några få hål kvar att spela delad etta med Justin Rose och Rory McIlroy efter imponerande spel. Men på sjuttonde hålet tappade svensken kontakten med en bogey. Åberg slutade till sist på en ensam sjunde plats.

## Amatörvinster
- 2016 – Galvin Green Junior Open, Skandia Junior Open
- 2017 – Fairhaven Trophy
- 2019 – Sun Bowl All-America Classic
- 2021 – Jones Cup Invitational, The Prestige, Thunderbird Collegiate
- 2022 – The Prestige, Big 12 Men's Championship
- 2023 – The Prestige, Valspar Collegiate, Big 12 Men's Championship, NCAA Norman Regional

## Proffsvinster
- 2023 - Omega European Masters, DP World tour
- 2023 - RSM Classic, PGA Tour
- 2025 - Genesis Invitational, PGA Tour